# Michalis Rakintzis
Michalis Rakintzis (em grego: Μιχάλης Ρακιντζής, Atenas, 3 de abril de 1961) é um cantor grego. Estudou engenharia mecânica na Grã-Bretanha. Entre 1982 e 1985, participou na banda de rock chamada "Scraptown". Depois de três álbuns e um maxi-single, a banda Scraptown dissolveu-se e Rakintzis começou uma carreira a solo.
Michalis Rakintzis trab lhou com estrelas internacionais como Ian Gillan dos Deep Purple e a cantora de rock Bonnie Tyler. Ele compõs para outros cantores gregos como s Paschalis, Eleni Dimou, Dimitris Kontolazos, Sophia Arvaniti, Stelios Dionisiou, Vassilis Karras.
Michalis participou no Festival Eurovisão da Canção 2002 em Tallinn com a canção "S.A.G.A.P.O." ("Amo-te")que terminou em 17.º lugar. Desde então gravou muitos discos.

## Discografia

### Discografia parcial
- 1987 - Moro Mou Faltso (maxi-single)
- 1987 - Moro Mou Faltso (álbum) - ouro (com a participação de Eleni Demou)
- 1988 - Isovia (banda original do filme Giannis Dalianidis com o mesmo nome)
- 1989 - Dikaiwma Gia 1+1 (álbum) - ouro
- 1990 - Apagwgh (álbum) - ouro
- 1991 - Na Eisai Ekei (álbum) - ouro
- 1992 - Get Away (maxi-single) - ouro (com a participação de Ian Gillan)
- 1992 - Etsi M' Aresei (álbum) - Gold (com a participação de Ian Gillan)
- 1994 - Ethnic (álbum) - Platina
- 1995 - Kardoula Mou Egw Ki Esy (maxi-single)
- 1995 - H Prwth Apeilh (álbum) - platina
- 1996 - Trancemix (álbum)
- 1997 - Se Ena Vrady oIi Zhsoume (álbum) - Ouro
- 1997 - Beba (maxi-single)
- 1998 - Se Ena Katastrwma (maxi-single) - Ouro
- 1998 - Kathreftis (álbum) - Ouro
- 1999 - Ton Filo Sou Zhlevw (álbum) - Ouro
- 2000 - O,ti Kaneis Sou Kanw (maxi-single) - Ouro
- 2001 - Oneiro 13 (álbum)
- 2002 - S.A.G.A.P.O. (álbum)
- 2003 - SOLO (2cds)
- 2005 - Bar Code (álbum)
- 2006 - Made In Greece  (álbum)
- 2008 - Energia (álbum)

### Discografia de Michalis com outros artistas
- 1986 - Pashalis - 9 Tropoi Agaphs (Katerina,Katerinaki - Pes, pes, pes) - Platina
- 1987 - Sakis Mpoulas "As Prosehes" (Mihalis composed all the álbum)
- 1991 - Sofia Arvaniti - "Mi Mou Milas Gia Kalokairia" (he composed all the álbum) - Ouro
- 1992 - Sofia Arvaniti - "Parafora" - Ouro
- 1997 - Vasilis Karras - "M'Eheis Kanei Alhth" (compôs 10 das 11 canções do álbum)- platina
- 2000 - Sofia Arvaniti - "Symptwmatika" (compõs duas canções do álbum: "Se Paw Opws Eisai" and "Symptomatika")
- 2000 - Angelos Dionysiou - "Mia Peripetia" (letra e música de Michalis Mihalis)
- 2001 - Giannis Karmas - "Ehw Parei Fora" letra e música de Michalis)
- 2001 - Stelios Dionysiou - "Den Pa Na vrehei" (duas canções compostas por Michalis: "Pes Tou Magka" and "Sto Para Pente")
- 2002 - Vasilis Karras - "Logia Ths Nyhtas (Mihalis compôs a canção "Eho fortwsei")
- 2002 - Dimitris Kontolazos - "Ola exw" (letra e música de Michalis)
- 2006 - Trilogy - "Nisaki Ston Wkeano" (música e letra de by Michalis)